# Khvājeh Bolāghī
Khvājeh Bolāghī (persiska: خواجه بلاغی, خاجِه بُلاغ, خواجِه بُلاغ) är en ort i Iran.   Den ligger i provinsen Ardabil, i den nordvästra delen av landet, 400 km nordväst om huvudstaden Teheran. Khvājeh Bolāghī ligger 1 612 meter över havet och antalet invånare är 370.
Terrängen runt Khvājeh Bolāghī är kuperad åt nordost, men åt sydväst är den platt. Runt Khvājeh Bolāghī är det ganska tätbefolkat, med 139 invånare per kvadratkilometer. Närmaste större samhälle är Sharīf Beyglū, 8,7 km väster om Khvājeh Bolāghī. Trakten runt Khvājeh Bolāghī består i huvudsak av gräsmarker.